# Liste der Preisträger des internationalen Kammerchor-Wettbewerbs Marktoberdorf
Auf dieser Seite werden die bisherigen Preisträger des internationalen Kammerchor-Wettbewerbs Marktoberdorf gelistet.

## Preisträger 2005
Gemischte Chöre
Leistungsstufe 1 – international hervorragend
- 1. Preis: Simon Phipps Vokalensemble, Göteborg, Schweden
- 2. Preis: University of Louisville Cardinal Singers, Louisville, USA
- 3. Preis: Portland State University Chamber Choir, Portland, USA

Männerchöre
- 2. Preis: Ensemble Pleiade, Tokio, Japan
- 3. Preis: Cantabile Limburg, Deutschland

ex aequo
- Männerstimmen der Chorknaben Uetersen, Deutschland
- Portland State University Mens Chorus, Portland, USA

Sonderpreise
- Sonderpreis der Carl-Orff-Stiftung Dießen am Ammersee für die beste Interpretation eines Chorwerks, das beim Wettbewerb 2005 uraufgeführt wurde: Ensemble Pleiade, Tokio, Japan
- Pro Musica Viva – Maria-Strecker-Daelen-Preis für die beste dirigentische Leistung zur Interpretation eines zeitgenössischen Chorwerkes: Agita Ikauniece, Lettland
- Sonderpreis des Carus-Verlags für das interessanteste Wettbewerbsprogramm: Simon Phipps Vokalensemble, Göteborg, Schweden
- Gustave-Charlier-Anna-Maroye-Preis für die beste Interpretation eines geistlichen Chorwerkes: Kammerchor der Musikhochschule Mannheim, Deutschland
- Annie Bank Special Price für die beste Interpretation eines zeitgenössischen Chorwerkes: Männerstimmen der Chorknaben Uetersen, Deutschland

## Preisträger 2007
Gemischte Chöre
- 2. Preis: Ensemble vocal, Hamburg, Deutschland
- 2. Preis: CONSONO, Köln, Deutschland
- 3. Preis: Coro Universitario de Mendoza, Mendoza, Argentinien

Frauenchöre
- 1. Preis: Tokio Ladies Consort Sayaka, Tokio, Japan
- 1. Preis: Pro Musica, Nyíregyháza, Ungarn
- 2. Preis: ex-semble, Münchweiler an der Rodalb, Deutschland
- 3. Preis: Frauenchor des Russisch-Deutschen Hauses Nowosibirsk

Publikumspreis
- Imusicapella, Imus, Philippinen

Sonderpreise
- Sonderpreis der Carl-Orff-Stiftung Dießen am Ammersee für die beste Interpretation eines Chorwerks, das beim Wettbewerb 2007 uraufgeführt wurde: CONSONO, Köln, Deutschland
- Sonderpreis Carus-Verlag für das interessanteste Wettbewerbsprogramm: Ensemble vocal, Hamburg, Deutschland
- Gustave-Charlier-Anna-Maroye-Preis für die beste Interpretation eines geistlichen Chorwerkes: Pro Musica, Nyíregyháza, Ungarn
- Annie Bank Special Price für die beste Interpretation eines zeitgenössischen Chorwerke: Coro Universitario de Mendoza, Argentinien
- Helbling Special Price für die beste Interpretation der Pflichtwerke im Wettbewerb: Frauenchor des Russisch-Deutschen Hauses Novosibirsk, Russland
- Pro Musica Viva – Maria-Strecker-Daelen-Preis für die beste dirigentische Leistung zur Interpretation eines zeitgenössischen Chorwerkes: Tristan C. Ignacio (Imusicapella), Imus, Philippinen
- Schott Special prize für die beste dirigentische Leistung zur Interpretation einer Uraufführung im Wettbewerb: Ko Matsushita (Tokyo Ladies’ Consort Sayaka), Japan
- Sulasol Sonderpreis für die beste dirigentische Leistung zur Interpretation eines der Pflichtwerke im Wettbewerb: Cornelius Trantow (Ensemble vocal), Hamburg, Deutschland

## Preisträger 2009
Gemischte Chöre
- 1. Preis: The University of Utah Singers, Salt Lake City, USA
- 2. Preis: Maulbronner Kammerchor, Deutschland
- 3. Preis: New Dublin Voices, Irland

Jugendchöre
- 1. Preis: Stockholms Musikgymnasiums Kammarkör, Schweden
- 2. Preis: Christophorus-Kantorei Altensteig, Deutschland
- 3. Preis: University of Utah A Cappella Ensemble, Salt Lake City, USA

Publikumspreis
- Christophorus-Kantorei Altensteig, Deutschland

Sonderpreise
- Sonderpreis der Carl-Orff-Stiftung Dießen am Ammersee für die beste Interpretation eines Chorwerks, das beim Wettbewerb 2009 uraufgeführt wurde: The University of Utah Singers, Salt Lake City, USA
- Gustave-Charlier-Anna-Maroye-Preis für die beste Interpretation eines geistlichen Chorwerkes: Maulbronner Kammerchor, Deutschland
- Pro Musica Viva – Maria-Strecker-Daelen-Preis für die beste dirigentische Leistung zur Interpretation eines zeitgenössischen Chorwerkes: Helene Stureborg (Stockholms Musikgymnasiums Kammarkör)
- Walter & Charlotte Hamel Foundation, Hannover für die beste Interpretation des Pflichtwerks in der Kategorie Jugendchöre: Stockholms Musikgymnasiums Kammarkör

## Preisträger 2011
Gemischte Chöre
- 1. Preis: Entrevoces, Havanna, Kuba
- 2. Preis: University of Louisville Cardinal Singers, USA
- 3. Preis: Jacobs Ungdomskör, Stockholm, Schweden

Frauenchöre
- 1. Preis: Female Choir of Kiev Glier Institute of Music, Ukraine
- 2. Preis: Female Choir of Estonian Choral Conductors, Tallinn, Estland

Publikumspreis
- Entrevoces, Havanna, Kuba

Sonderpreise
- Sonderpreis der Carl-Orff-Stiftung Dießen am Ammersee für die beste Interpretation eines Chorwerks, das beim Wettbewerb 2011 uraufgeführt wurde: Kamerkoor Cantate Venlo, Niederlande
- Gustave-Charlier-Anna-Maroye-Preis für die beste Interpretation eines geistlichen Chorwerkes: University of Louisville Cardinal Singers, USA
- Pro Musica Viva – Maria-Strecker-Daelen-Preis für die beste dirigentische Leistung zur Interpretation eines zeitgenössischen Chorwerkes: Mikael Wedar
- Walter & Charlotte Hamel Foundation, Hannover für die beste Interpretation eines romantischen Chorstücks in der Kategorie Frauenchöre: Female Choir of Kiev Glier Institute of Music, Ukraine

## Preisträger 2013
Gemischte Chöre
- 1. Preis ex aequo: University of Houston Moores School Concert Chorale, Houston, USA
- 1. Preis ex aequo: KammerChor Saarbrücken, Deutschland
- 2. Preis: Schweizer Jugendchor, Schweiz
- 3. Preis: Chœur National des Jeunes de France, Frankreich

Publikumspreis
- Schweizer JugendChor, Schweiz

Sonderpreise
- Sonderpreis der Carl-Orff-Stiftung Dießen am Ammersee für die beste Interpretation eines Chorwerks, das beim Wettbewerb 2013 uraufgeführt wurde: KammerChor Saarbrücken, Deutschland
- Gustave-Charlier-Anna-Maroye-Preis für die beste Interpretation eines geistlichen Chorwerkes: University of Houston Moores School Concert Chorale, USA
- Pro Musica Viva – Maria-Strecker-Daelen-Preis für die beste dirigentische Leistung zur Interpretation eines zeitgenössischen Chorwerkes: Dominique Tille

## Preisträger 2015
Gemischte Chöre
- 1. Preis: Gracias Choir, Seoul, Südkorea
- 2. Preis: University of Oregon Chamber Choir, Eugene (Oregon), USA
- 3. Preis ex aequo: Batavia Madrigal Singers, Jakarta, Indonesien
- 3. Preis ex aequo: Ghostlight Chorus, New York City, USA
- 3. Preis ex aequo: Oreya, Schytomyr, Ukraine

Frauenchöre
- 1. Preis: Female Choir Balta, Riga, Lettland
- 2. Preis: Female Academic Choir of Culture College, Mykolajiw, Ukraine
- 3. Preis: Academic Women’s Choir of the University of Tartu, Tartu, Estland

Sonderpreise
- Sonderpreis der Carl-Orff-Stiftung Dießen am Ammersee für die beste Interpretation eines Chorwerks, das beim Wettbewerb 2015 uraufgeführt wurde: Female Choir Balta, Riga, Lettland
- Gustave-Charlier-Anna-Maroye-Preis für die beste Interpretation eines geistlichen Chorwerkes: Oreya, Schytomyr, Ukraine
- Pro Musica Viva – Maria-Strecker-Daelen-Preis (Dirigentennachwuchspreis): Alexandra Makarova, Dirigentin des Festino-Kammerchors, Sankt Petersburg, Russland
- Sonderpreis der Bundesvereinigung deutscher Chorverbände für die beste Interpretation eines Pflichtwerks: University of Oregon Chamber Choir, Eugene (Oregon), USA
- Sonderpreis der Walter-&-Charlotte-Hamel-Stiftung für die Chöre mit dem authentischsten Klang in einem Chorwerk:
  - Gemischter Chor: Coralina, Havanna, Kuba
  - Frauenchor: Female Academic Choir of Culture College, Mykolajiw, Ukraine
- Sonderpreis des Carus-Verlags für die beste Interpretation eines romantischen Chorwerks: Gracias Choir, Seoul, Südkorea
- Oberdorfer Publikumspreis: Oreya, Schytomyr, Ukraine

## Preisträger 2017
Kategorie A (Gemischte Chöre)
- 1. Preis ex aequo: Kammerkoret NOVA, Oslo, Norwegen
- 1. Preis ex aequo: Georgia State University Singers, Georgia, USA
- 2. Preis ex aequo: ONE Chamber Choir, Singapur
- 2. Preis ex aequo: Coro Universitario de Mendoza, Mendoza, Argentinien
- 3. Preis: Emilia Darzina jauktais koris, Riga, Lettland

Kategorie B (Jazz/Pop – Chöre)
- 1. Preis ex aequo: Los Cantantes de Manila, Manila, Philippinen
- 1. Preis ex aequo: Pop-Up, Detmold, Deutschland
- 3. Preis: Greg is Back, Augsburg, Deutschland

Sonderpreise
- Sonderpreis der Carl-Orff-Stiftung Dießen am Ammersee für die beste Interpretation eines Chorwerks, das beim Wettbewerb 2017 uraufgeführt wurde: ONE Chamber Choir, Singapur
- Gustave-Charlier-Anna-Maroye-Preis für die beste Interpretation eines geistlichen Chorwerkes: Coro Universitario de Mendoza
- Pro Musica Viva – Maria-Strecker-Daelen-Preis (Dirigentennachwuchspreis): Yuval Weinberg, (Kammerkoret NOVA)
- Sonderpreis der Bundesvereinigung deutscher Chorverbände für die beste Interpretation eines Pflichtwerks: University of Oregon Chamber Choir, Eugene (Oregon), USA
- Sonderpreis der Walter-&-Charlotte-Hamel-Stiftung für die Chöre mit dem authentischsten Klang in einem Chorwerk:
  - Gemischter Chor: Coralina, Havanna, Kuba
  - Frauenchor: Female Academic Choir of Culture College, Mykolajiw, Ukraine
- Sonderpreis des Carus-Verlags für die beste Interpretation eines romantischen Chorwerks: Gracias Choir, Seoul, Südkorea

## Preisträger 2019
Leistungsstufe I
- 1. Preis: University of the Philippines Los Baños Choral Ensemble, Los Baños, Philippinen
- 2. Preis: Imusicapella, Imus, Philippinen
- 3. Preis: New Dublin Voices, Irland

Leistungsstufe II
keine Preisträger
Sonderpreise
- Noel-Minet-Preis für die beste Interpretation eines geistlichen Chorwerkes im Wettbewerb: Pacific Lutheran University Choir of the West, Tacoma, USA
- Sonderpreis der Walter-und-Charlotte-Hamel-Stiftung für eine besondere herausragende, charakteristische vokale Leistung: Coro da Camara Vocal Leo, Havanna, Kuba
- Pro Musica Viva – Maria-Strecker-Daelen-Preis – Dirigentenpreis für die beste Interpretation eines zeitgenössischen Werkes im Wettbewerb: Bernie Sherlock (New Dublin Voices), Irland
- Wolfgang-Eizinger-Preis für die beste Interpretation des Pflichtwerks: University of the Philippines Los Baños Choral Ensemble, Los Baños, Philippinen
- Dolf-Rabus-Preis für die beste inhaltliche Gestaltung des Wettbewerbsprogramms: Rutgers University Kirkpatrick Choir, North Brunswick, USA
- Oberdorfer Publikumspreis: Coro da Camara Vocal Leo, Havanna, Kuba